# Jeholosauridae
Los jeholosáuridos (Jeholosauridae) son una familia extinta de dinosaurios ornitópodos herbívoros del período Cretácico (entre el Aptiense al Santoniense, con un posible registro del Campaniense) en Asia. Este clado fue propuesto originalmente por Han et al. en 2012. Los jeholosáuridos fueron definidos como aquellos ornitisquios más cercanamente relacionados con Jeholosaurus shangyuanensis que a Hypsilophodon foxii, Iguanodon bernissartensis, Protoceratops andrewsi, Pachycephalosaurus wyomingensis o Thescelosaurus neglectus. Los jeholosáuridos incluyen al género tipo Jeholosaurus, Haya, Changchunsaurus, y posiblemente a Koreanosaurus y a Yueosaurus.

## Taxonomía
El siguiente cladograma se basa en el análisis de Makovicky et al. de 2011:
|  | Haya                                                             |
|  |                                                                  |
|  | \| \| Changchunsaurus \| \| \| \| \| \| Jeholosaurus \| \| \| \| |
|  |                                                                  |
|  | Changchunsaurus                                                  |
|  |                                                                  |
|  | Jeholosaurus                                                     |
|  |                                                                  |

|  | Changchunsaurus |
|  |                 |
|  | Jeholosaurus    |
|  |                 |

|  | Hypsilophodon      |
|  |                    |
|  | hacia Iguanodontia |
|  |                    |

|  | Haya                                                             |
|  |                                                                  |
|  | \| \| Changchunsaurus \| \| \| \| \| \| Jeholosaurus \| \| \| \| |
|  |                                                                  |
|  | Changchunsaurus                                                  |
|  |                                                                  |
|  | Jeholosaurus                                                     |
|  |                                                                  |

|  | Changchunsaurus |
|  |                 |
|  | Jeholosaurus    |
|  |                 |

|  | Hypsilophodon      |
|  |                    |
|  | hacia Iguanodontia |
|  |                    |

|  | Haya                                                             |
|  |                                                                  |
|  | \| \| Changchunsaurus \| \| \| \| \| \| Jeholosaurus \| \| \| \| |
|  |                                                                  |
|  | Changchunsaurus                                                  |
|  |                                                                  |
|  | Jeholosaurus                                                     |
|  |                                                                  |

|  | Changchunsaurus |
|  |                 |
|  | Jeholosaurus    |
|  |                 |

|  | Hypsilophodon      |
|  |                    |
|  | hacia Iguanodontia |
|  |                    |

|  | Haya                                                             |
|  |                                                                  |
|  | \| \| Changchunsaurus \| \| \| \| \| \| Jeholosaurus \| \| \| \| |
|  |                                                                  |
|  | Changchunsaurus                                                  |
|  |                                                                  |
|  | Jeholosaurus                                                     |
|  |                                                                  |

|  | Changchunsaurus |
|  |                 |
|  | Jeholosaurus    |
|  |                 |

|  | Hypsilophodon      |
|  |                    |
|  | hacia Iguanodontia |
|  |                    |